# Flying Pigeon
Flying Pigeon (Chino simplificado: 飞鸽; Pinyin: fēigē; Paloma Voladora en español) es una marca de bicicletas con sede en Tianjin, China. Se encuentra en producción desde 1950 hasta el presente. Se han construido más de 500 millones de unidades de la marca.

## Orígenes
En 1936 un hombre de negocios japonés construyó una fábrica en la ciudad de Tianjin,  y la nombró Changho Works y empezó a producir las bicicletas Anchor, nombre que cambió luego a Victory y más tarde a Zhongzi.
El 5 de julio de 1950 se estrenó el primer Flying Pigeon ensamblado por las manos de un obrero llamado Huo Baoji, y basó su modelo clásico en una bicicleta inglesa Raleigh roadster de 1932.
El nombre Flying Pigeon es una expresión de paz con las iniciales F y P y una paloma en vuelo. Desde entonces esta ha sido un ícono de la China y es la bicicleta más usada. Construida para durar, la Flying Pigeon es, como dice en su emblema, The All Steel Bicycle (La bicicleta todo acero), una sustracción del lema de la Raleigh Bicycle Company.

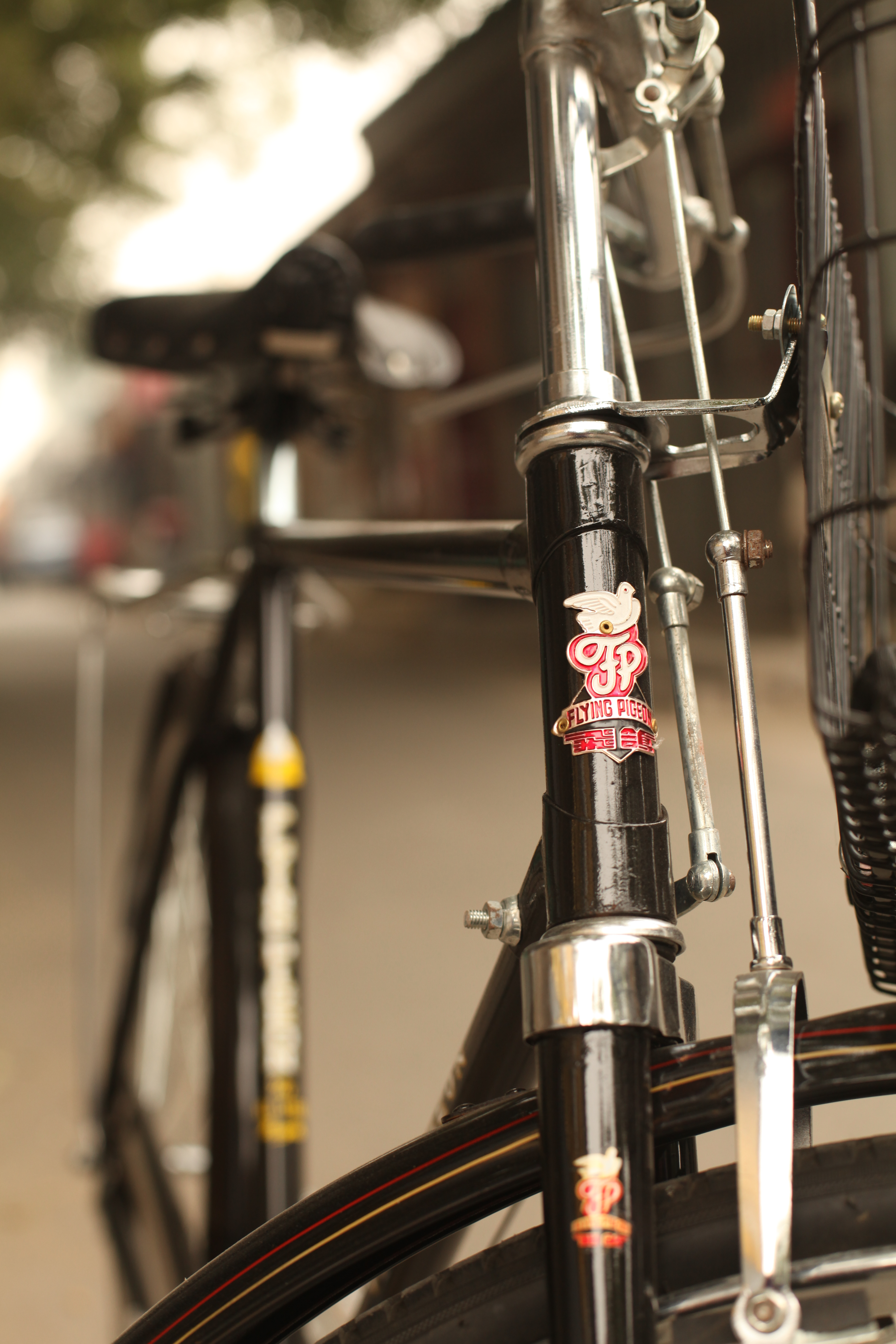
Flying Pigeon en Hutong.

## Flying Pigeon: la bicicleta más usada en China por excelencia
La Flying Pigeon es el vehículo que impulsa a millones de personas por las calles de la República Popular de China desde 1950. En 1950 la revolucionaria bicicleta contribuyó al transporte en el llamado país de las bicicletas. Entre 1960 y 1970 el logo con las iniciales F y P estaba presente en la mayoría de las bicicletas del país, se comentaba que era uno de los mejores vehículos simples mecanizados del planeta.[cita requerida] En 1980 la Flying Pigeon era la mayor productora de bicicletas de toda China. En los próximos años se implementaría la exportación de esta hacia otros países, principalmente subdesarrollados.

## Compañía
El edificio actual de producción se construyó en 1998. Emplea un total de 600 trabajadores y modernos equipos para producir las bicicletas. Flying Pigeon tiene actualmente más de 40 modelos de bicicletas, algunos se ven como las Bicicletas de montaña y otros como Bicicletas de carretera.

## Modelos tradicionales
Existen tres modelos clásicos, que son el PA-02, el PA-06 y el PB-13. Estos son íconos simbólicos de la antigua china de los años 50.

### PA-02
Este modelo se caracteriza por tener ruedas de 28 pulgadas (aunque también existen de 26 pulgadas), además, tiene solo una velocidad y trae frenos de varillas con llantas tipo Westwood. Su color fundamental es el negro, pero se crearon modelos de color rojo para el departamento de bomberos de China, verde para el correo de China entre otros colores más como el azul o el carmelita. Años atrás un Flying Pigeon costaba aproximadamente 150 yuanes, hoy en día el precio es de 240 yuanes, se fabrican alrededor de 800,000 bicicletas de este modelo al año en la fábrica da Tianjíín. En la década de 1990 se exportaron grandes cantidades a países latinoamericanos como Cuba.
|  |  |  |  |  |

### PA-06
Este modelo se caracteriza por tener dos tubos en la cima del cuadro. El modelo trae ruedas de 28 pulgadas únicamente y su color principal es el negro. Junto con este viene, al igual que con otros modelos, un juego de dínamo con luces, una cesta para cargar mercancías, una bomba de aire (bombín) y un par de llaves para reparaciones básicas. Se le conoce en China como la bicicleta para cargar puercos por su característica de tener un cuadro fuerte y rígido capaz de soportar grandes pesos.

### PB-13
Modelo clásico del Flying Pigeon para damas con ruedas de 26 pulgadas.

### Características
Existen gran variedad de modelos, algunos son los ya antes mencionados pero con partes diferentes. Por ejemplo hay un modelo PA-02 (26 pulgadas) en el que la parrilla tiene en vez de dos patas, cuatro y se encuentra pintada del mismo color que la bicicleta (en vez de estar cromada). En otros casos la forma del timbre cambia, al igual que el guardacadena. Este último solo cubre una parte de la cadena. En el caso del modelo de 28 pulgadas, ya sea PA-02 o PA-06, se le implementaron tensores a la bicicletas. Estos no son más que dos varillas que agarran por un lado al timón y por el otro van cogidas al eje de la rueda delantera para en caso de romperse la horquilla no tener un accidente. Existen además dos modelos, uno para hombres y el otro para damas, que se parecen a los modelos clásicos, solo que reduciendo el tamaño del cuadro y cambiando el diseño de la horquilla, el manillar, y la parrilla, pero manteniendo 26 pulgadas de diámetro y los frenos de varilla.

### Aditamentos
El Flying Pigeon trae consigo una cesta para llevar cargas, dinamo con juego de luces (una roja atrás y un gran foco delante) una bomba de aire, kit de reparación que incluye dos llaves para reparaciones básicas y un quitarrayos (herramienta para poner los rayos de la bicicleta), candado, un cuentakilómetros analógico y cestas para evitar que los niños que van en la parrilla introduzcan sus pies en la llanta.

### Especificaciones
Las especificaciones son estándar para los tres modelos.
- Ruedas de 28 pulgadas (ISO 635) con neumáticos 28 x 1 ½" o  26 pulgadas (ISO 590) con neumáticos 26 x 1 ⅜"
- Llantas tipo Westwood  con 32 radios en el frente y 40 radios en la de atrás.
- Eje delantero 100 mm. Eje trasero 120 mm.
- Una velocidad (monomarcha).
- 42 piñones en el plato, 20 en el buje.